# Gerolamo Gambarato

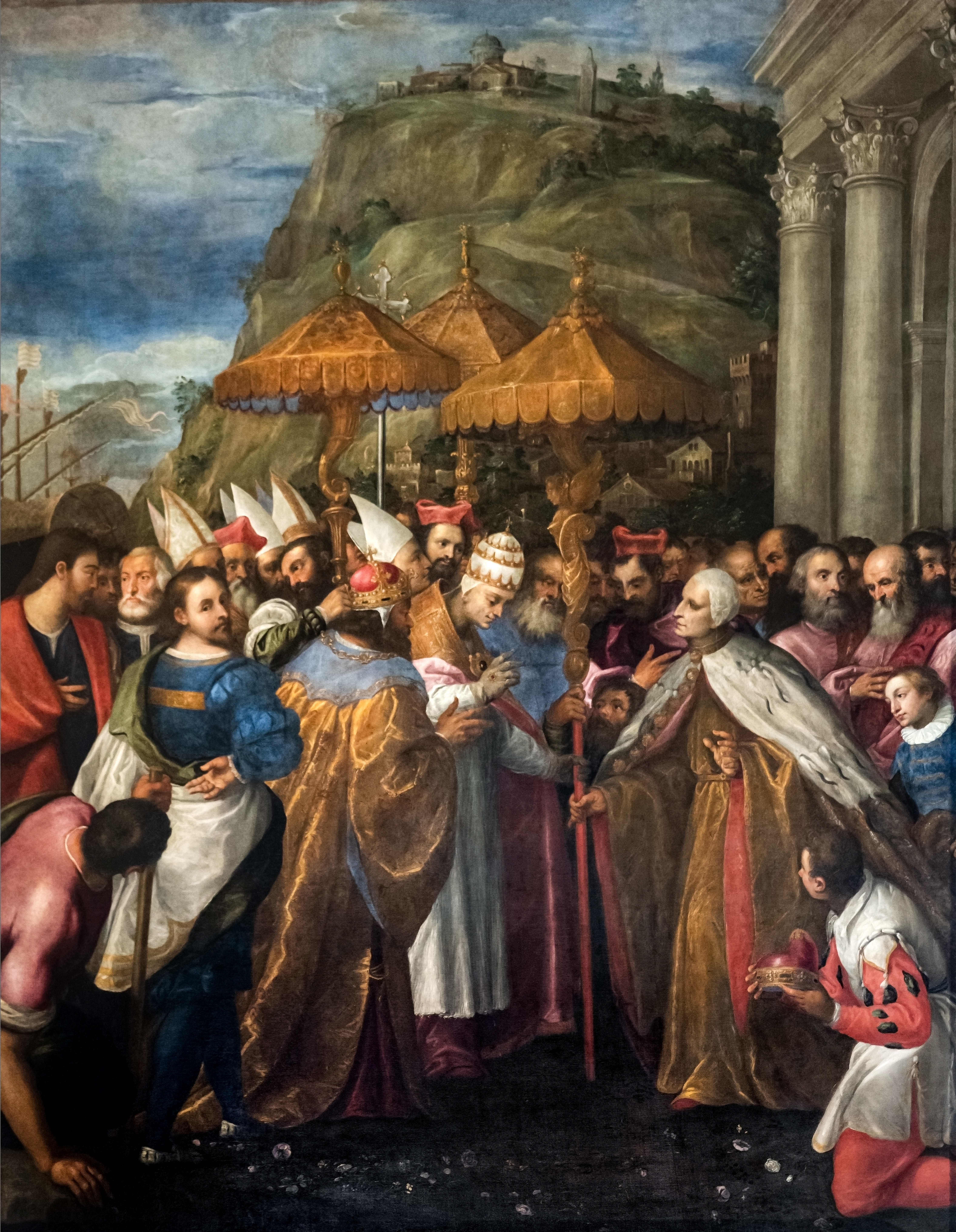
Sala del Maggior Consiglio (Venezia) - Storia di Ancona (Federico Barbarossa, il doge Sebastiano Ziani e papa Alessandro III si incontrano in Ancona)

Gerolamo Gambarato, oppure Girolamo Gamberato, o ancora Gamberati (Venezia, 1550 circa – 1628), è stato un pittore italiano.

## Biografia

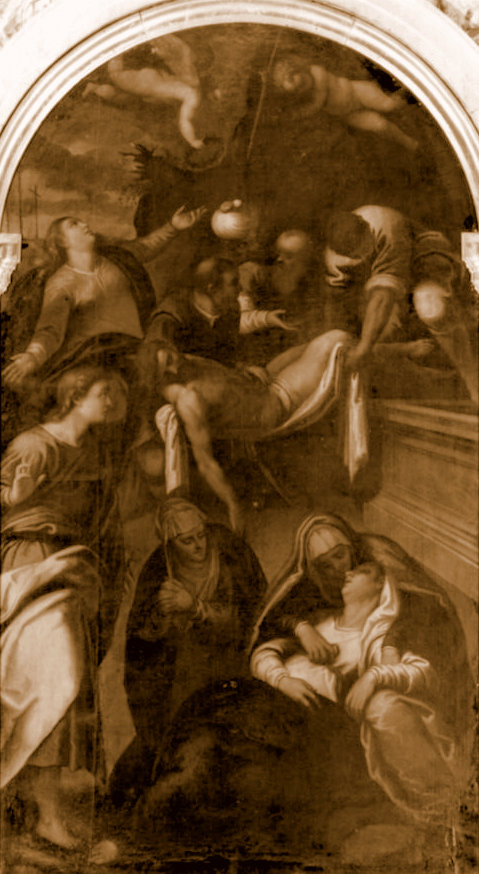
Gallerie dell'Accademia (Venezia) - Deposizione di Cristo con le tre Marie

Girolamo Gambarato nacque a Venezia intorno al 1550 e fra i diciassette e i venti anni fu discepolo di Giuseppe Porta (detto anche Giuseppe Salviati), che era appena tornato dal suo secondo soggiorno romano. La sua arte ha delle analogie con quella di Jacopo Palma il Giovane; i due artisti lavorarono insieme al Palazzo Ducale di Venezia. 
La Sala del Maggior Consiglio del palazzo veneziano, infatti, era stata distrutta da un incendio nel 1577, ed era pertanto necessario provvedere nuovamente alla sua decorazione pittorica; oltre al Gambarato e al Palma, i nuovi dipinti furono commissionati al Veronese e al Tintoretto. Al Gambarato venne affidato il dipinto Storia di Ancona, posto sopra alla porta della Quarantìa della Sala. Esso rappresenta l'episodio in cui il doge Sebastiano Ziani, Federico Barbarossa e il papa Alessandro III, appena sbarcati nel porto di Ancona, vengono onorati dai cittadini con il dono di tre ombrelli dorati, importanti simboli di autorità. Il papa dopo aver ricevuto per primo l'ombrello, lo offre al doge. Nel dipinto la città di Ancona è riconoscibile per l'Arco di Traiano sulla destra e il colle del Duomo sullo sfondo. Il significato dell'episodio, storicamente mai avvenuto, è l'esaltazione di Venezia, ravvisabile nel gesto del papa che cede al doge il proprio ombrello rendendogli così onore; anche l'ambientazione ad Ancona nasce dall'intento di mostrare la città come se fosse gravitante nell'orbita veneziana e ossequiante il doge, quando in realtà essa era orgogliosa della propria indipendenza e rivale di Venezia nelle attività marittime. 
Il dipinto è firmato e datato 1582-1603. 
Al Palazzo Ducale il Gambarato lavorò anche nella Sala dei Pregadi, ove dipinse sul soffitto l'ovale che rappresenta il doge accompagnato da giureconsulti. Secondo alcuni egli, nei lavori al Palazzo Ducale, fu coadiuvato dal Palma.
Sempre a Venezia, nella chiesa di San Basilio, dipinse alcune storie dell'Antico testamento nel fregio che corre sopra agli archi e, per la chiesa dell'Ascensione, dipinse la tavola Ascensione di Gesù, che purtroppo nel corso di lavori di rifacimento dell'altare fu prima rimossa, poi smembrata e dispersa.
Nelle Gallerie dell'Accademia di Venezia è esposta l'opera Deposizione di Cristo, del 1628.
Al Fitzwilliam Museum è esposto il Giudizio universale, già attribuito a Palma il giovane.
Secondo alcune fonti, la sua morte è legata a un episodio molto particolare: egli possedeva un frammento di una crocifissione dipinta da Damiano Mazza, al quale teneva moltissimo; nonostante ciò un mercante d'arte con abilità riuscì a farsi vendere il dipinto. Il Gambarato, presto pentitosi, per il dispiacere si ammalò gravemente, cosa che, anche per l'età avanzata, lo portò alla morte.